# Cyclommatus metallifer
Cyclommatus metallifer là một loài bọ cánh cứng trong họ Lucanidae. Loài này được BOISDUVAL mô tả khoa học năm 1835.